# Virginia Pérez Alonso
Virginia Pérez Alonso (Barcelona, 6 d'octubre de 1972) és una periodista catalana. Des de desembre de 2019 és directora del diari Público, mitjà de comunicació al qual es va incorporar l'octubre de 2016 com a adjunta de direcció, per passar a ser-ne codirectora el gener de 2018.
Des de la seva creació el 2014, és presidenta de la Plataforma en Defensa de la Llibertat d'Informació. És experta en gestió de redaccions i en transicions digitals. El 2000 va formar part de l'equip fundador del diari 20 minutos, del qual va ser adjunta de direcció, i posteriorment va realitzar durant un any la mateixa funció al diari El Mundo. L'abril de 2016 es va convertir en la primera dona de parla hispana membre de la Junta Executiva de l'Institut Internacional de Premsa.

## Trajectòria
Llicenciada en Ciències de la Informació per la Universitat Complutense de Madrid (1991-1996), va iniciar la seva trajectòria professional a Radio Voz, posteriorment va treballar al diari econòmic Cinco Días (1998-2000), on va dedicar-se a la informació sobre borsa i mercats. L'any 2000, va formar part de l'equip fundacional de 20 minutos, el primer diari gratuït a l'Estat espanyol, com a redactora i després com a cap de cultura. De setembre de 2006 a juliol de 2008 va ser-ne redactora en cap fins que el 2008 va ser nomenada directora adjunta de la seva edició en línia. Des 2012 fins a mitjans de 2015 va assumir la sotsdirecció del Grup 20 Minutos, on cogestionà totes les publicacions i va liderar la transformació digital de l'àrea editorial.
L'octubre de 2016 es va incorporar al diari Público com a adjunta a la direcció, després del nomenament com a directora d'Ana Pardo de Vera. Des de gener de 2018 en va ser codirectora. El desembre de 2019 va assumir la direcció de Público, en la qual roman fins a l'actualitat. El juny de 2019 es va donar de baixa de l'Associació de la Premsa de Madrid, després d'haver-ne estat sòcia durant 18 anys, i va publicar l'exposició de motius al diari Público.
El desembre de 2019 es va anunciar que assumiria la direcció de Público en solitari, en anunciar-se que la fins llavors codirectora, Ana Pardo de Vera, es faria càrrec de la direcció corporativa.

## Reconeixements
- 2012: premi iRedes per «representar una nova generació de directius de mitjans que han comprès la transformació cultural que cal en les redaccions».[9]
- 2014: va ser elegida entre les Top 100 de les dones líders d'Espanya.[10][1]